# Зейналов, Бахадур Гасым оглы
Бахадур Гасым оглы Зейналов (азерб. Bahadur Qasım oğlu Zeynalov; 1917—1995) — азербайджанский химик, академик, военный и общественный деятель.

## Биография
Родился в 1917 году в селе Гочахмедли Карягинского уезда. Член ВКП(б) с 1940 года. В 1930—1933 годах проходил обучение в Агдамском сельскохозяйственном техникуме. В 1933—1934 годах работал агротехником в совхозе. В 1934 году поступил в Азербайджанский педагогический институт, который закончил в 1938 году и поступил в аспирантуру. В 1939 году был призван в ряды РККА, в 1939—1940 годах, проходил службу в Средней Азии, в Самарканде. В 1940—1941 годах проходил подготовку по воинской специальности минометчика в Ленинабаде.
Начал путь в Великой Отечественной войне в звании лейтенанта. За неоднократные отличия в боях на подступах к Москве осенью — зимой 1941 года был награждён орденом Красной Звезды. В июле 1942 года ранен и эвакуирован в госпиталь. В звании майора участвовал в боях на Курской дуге. Награждён орденом Отечественной войны 2-й степени. Позже участвовал в боях за освобождение Белоруссии, а также в боях на территории Польши и Германии. В 1945 году был награждён орденом Александра Невского, а также орденом Отечественной войны 1-й степени.
До 1946 года Бахадур Зейналов был военным комендантом Дессау. В 1946 году был демобилизован из рядов РККА. В том же году восстановился в аспирантуре Института химии Академии Наук Азербайджанской ССР. До конца жизни занимался общественной и научной деятельностью, стал доктором наук (тема докторской диссертации — «Практическое применение продуктов окисления дистиллята парафина»).
В 1977 году впервые в мире разработал процесс получения синтетически-нафтенной кислоты путём прямого оксидирования нефте-нефтяных углеводородов. В 1977 году назначен ведущим специалистом и координатором по вопросам производства синтетических нафтеновый кислот ГКНТ СССР. Автор более 30 патентов.
Занимал различные партийные должности. В 1985 году в связи с 40-летним юбилеем Победы был повторно награждён орденом Отечественной войны 1-й степени. Помимо отмеченных выше наград, награждался также медалями «За освобождение Варшавы», «За взятие Берлина», «За Победу над Германией». Скончался в Баку в 1995 году.
В Баку на доме, где Бахадур Зейналов жил и работал с 1955 по 1995 годы, установлена мемориальная доска с его именем.
Его сын Эльдар Багадур оглы Зейналов, доктор химических наук (1989).

## Комментарии
1. ↑  Ныне — в Физулинском районе Азербайджана.